# Рошейрон (Техас)
Рошейрон (англ. Rosharon) — переписна місцевість (CDP) в США, в окрузі Бразорія штату Техас. Населення — 1362 особи (2020).

## Географія
Рошейрон розташований за координатами 29°21′0″ пн. ш. 95°27′11″ зх. д. / 29.35000° пн. ш. 95.45306° зх. д. (29.349959, -95.453080).  За даними Бюро перепису населення США в 2010 році переписна місцевість мала площу 8,32 км², уся площа — суходіл.

## Демографія
Згідно з переписом 2010 року, у переписній місцевості мешкали 1152 особи в 361 домогосподарстві у складі 284 родин. Густота населення становила 138 осіб/км².  Було 427 помешкань (51/км²).
Расовий склад населення:
| - 59,5 % — білих - 18,8 % — чорних або афроамериканців - 0,3 % — корінних американців - 18,1 % — осіб інших рас |

До двох чи більше рас належало 3,1 %. Частка іспаномовних становила 46,7 % від усіх жителів.
За віковим діапазоном населення розподілялося таким чином: 31,5 % — особи молодші 18 років, 60,3 % — особи у віці 18—64 років, 8,2 % — особи у віці 65 років та старші. Медіана віку мешканця становила 31,7 року. На 100 осіб жіночої статі у переписній місцевості припадало 103,9 чоловіків;  на 100 жінок у віці від 18 років та старших — 102,3 чоловіків також старших 18 років.
Середній дохід на одне домашнє господарство  становив 64 343 долари США (медіана — 51 456), а середній дохід на одну сім'ю — 67 143 долари (медіана — 51 772). Медіана доходів становила 50 760 доларів для чоловіків та 40 789 доларів для жінок. За межею бідності перебувало 14,6 % осіб, у тому числі 9,2 % дітей у віці до 18 років та 8,4 % осіб у віці 65 років та старших.
Цивільне працевлаштоване населення становило 933 особи. Основні галузі зайнятості: виробництво — 23,0 %, науковці, спеціалісти, менеджери — 22,3 %, будівництво — 19,1 %.